# Єндовищі
Єндови́щі (рос. Ендовищи) — село в Краснооктябрському районі Нижньогородської області Російської Федерації.
Населення становить 438 осіб. Входить до складу муніципального утворення Краснооктябрський округ.

## Історія
До травня 2022 року входило до складу муніципального утворення Єндовищинська сільрада.

## Населення
| 2002 | 2010 |
| ---- | ---- |
| 489  | ↘438 |